# Stuart-sziget (Washington)
A Stuart-sziget az Amerikai Egyesült Államok Washington államának San Juan megyéjében fekszik.
A sziget névadója Frederick D. Stuart, a Wilkes-expedíció titkára.
A területen egy park, egy világítótorony, valamint kettő repülőtér található.

## Fordítás
- Ez a szócikk részben vagy egészben  a   Stuart Island (Washington) című angol Wikipédia-szócikk ezen változatának fordításán alapul.  Az eredeti cikk szerkesztőit annak laptörténete sorolja fel. Ez a jelzés csupán a megfogalmazás eredetét és a szerzői jogokat jelzi, nem szolgál a cikkben szereplő információk forrásmegjelöléseként.